# Croda dei Baranci
La Croda dei Baranci en italien ou Birkenkofel en allemand est un sommet des Alpes, à 2 905 m, dans les Dolomites, et en particulier dans le groupe des Dolomites de Sesto, en Italie (Trentin-Haut-Adige).